# Apelern
Apelern ist eine Gemeinde in der Samtgemeinde Rodenberg im Landkreis Schaumburg in Niedersachsen in Deutschland.

## Geografie
Apelern liegt im Deister-Süntel-Tal westlich der BAB 2 bei Lauenau und südlich von Rodenberg, zwischen Deister, Süntel und dem Bückeberg. Durch den Ort fließt der Riesbach zur Rodenberger Aue.
Die Gemeinde besteht aus den Ortschaften:
- Apelern mit den Wohnplätzen Allern und Riesenmühle
- Groß Hegesdorf
- Kleinhegesdorf
- Lyhren mit der Rehbruchsmühle
- Reinsdorf
- Soldorf

Im Uhrzeigersinn liegen die Nachbargemeinden Beckedorf, die Stadt Rodenberg, die Gemeinden Lauenau, Pohle und Auetal sowie die Stadt Stadthagen.

## Geschichte
Apelern wurde bereits 866 als to den Apelderen urkundlich erwähnt. Der Name bedeutet in etwa bei den Äpfeln oder zu den Apfelbäumen. Zur Zeit der Sachsen war Apelern Gerichts- und Thingstätte des Bukkigaus, dessen Gaugrafen auf der Alten Bückeburg in Obernkirchen residierten. Die Kirche von Apelern war zum Ende des 12. Jahrhunderts Hauptkirche (Archidiakonat) des Bukkigaus.
Die Ortsteile Soldorf und Kleinhegesdorf wurden 973 erstmals urkundlich erwähnt, Lyhren und Reinsdorf folgten 1182.
Ortsteil Soldorf war von Hexenverfolgung betroffen: die Gröper geriet in einen Hexenprozess. Das Jahr ist nicht überliefert.
Bei der Teilung der Grafschaft Schaumburg 1648 wurden alle Ortsteile dem Kurfürstentum Hessen angegliedert und bildeten eine Exklave zum fernen Kassel. Diese bestand bis 1932.
Seit drei bis vier Jahrhunderten prägen die Güter der Adelsfamilien von Münchhausen und von Hammerstein das Ortsbild.

## Eingemeindungen
Am 1. März 1974 wurden die Gemeinden Groß Hegesdorf, Kleinhegesdorf, Lyhren, Reinsdorf und Soldorf eingegliedert.

## Religion
- Zum Kirchspiel Apelern der evangelisch-lutherischen Kirche gehören alle Ortsteile der politischen Gemeinde sowie der Ortsteil Wiersen der Gemeinde Auetal.
- Die katholischen Christen gehören zur Kirchengemeinde Maria vom heiligen Rosenkranz in Bad Nenndorf und besuchen die Filialkirche Mariä Himmelfahrt in Rodenberg.

## Politik

### Gemeinderat
Der Rat der Gemeinde Apelern besteht aus 13 Ratsfrauen und Ratsherren. Dies ist die festgelegte Anzahl für die Mitgliedsgemeinde einer Samtgemeinde mit einer Einwohnerzahl zwischen 2001 und 3000 Einwohnern. Die Ratsmitglieder werden durch eine Kommunalwahl für jeweils fünf Jahre gewählt. Die aktuelle Amtszeit begann am 1. November 2021 und endet am 31. Oktober 2026.
Die letzte Kommunalwahl am 12. September 2021 ergab das folgende Ergebnis:
| Gemeinderat 2021Insgesamt 13 Sitze - SPD: 5 - Grüne: 2 - WGA: 4 - CDU: 2 |

Vorherige Wahlergebnisse
| Wahljahr | SPD | CDU | WG Apelern | GRÜNE | Gesamt   |
| 2016     | 6   | 3   | 3          | 1     | 13 Sitze |
| 2011     | 8   | 3   | 2          | -     | 13 Sitze |
| 2006     | 7   | 4   | 2          | -     | 13 Sitze |
| 2001     | 7   | 5   | 1          | -     | 13 Sitze |

### Bürgermeister/Verwaltung
Apelerns Bürgermeister war von 2016 bis 2024 Andreas Kölle (SPD). Nach seinem Tod im Jahr 2024 übernahm sein bisheriger Stellvertreter Börries von Hammerstein (CDU) das Amt. Zum Gemeindedirektor hat der Rat für die Dauer der Wahlperiode Thomas Wolf bestellt. Die Verwaltung erfolgt im Rathaus der Samtgemeinde Rodenberg. Ein eigenes Gemeindebüro wird nicht unterhalten.

### Wappen
Das Wappen der Gemeinde zeigt einen goldenen Bischofsstab vor einem stilisierten Apfelbaum mit roten Blättern und Äpfeln in einem weißen Feld.

## Kultur und Sehenswürdigkeiten

### Bauwerke

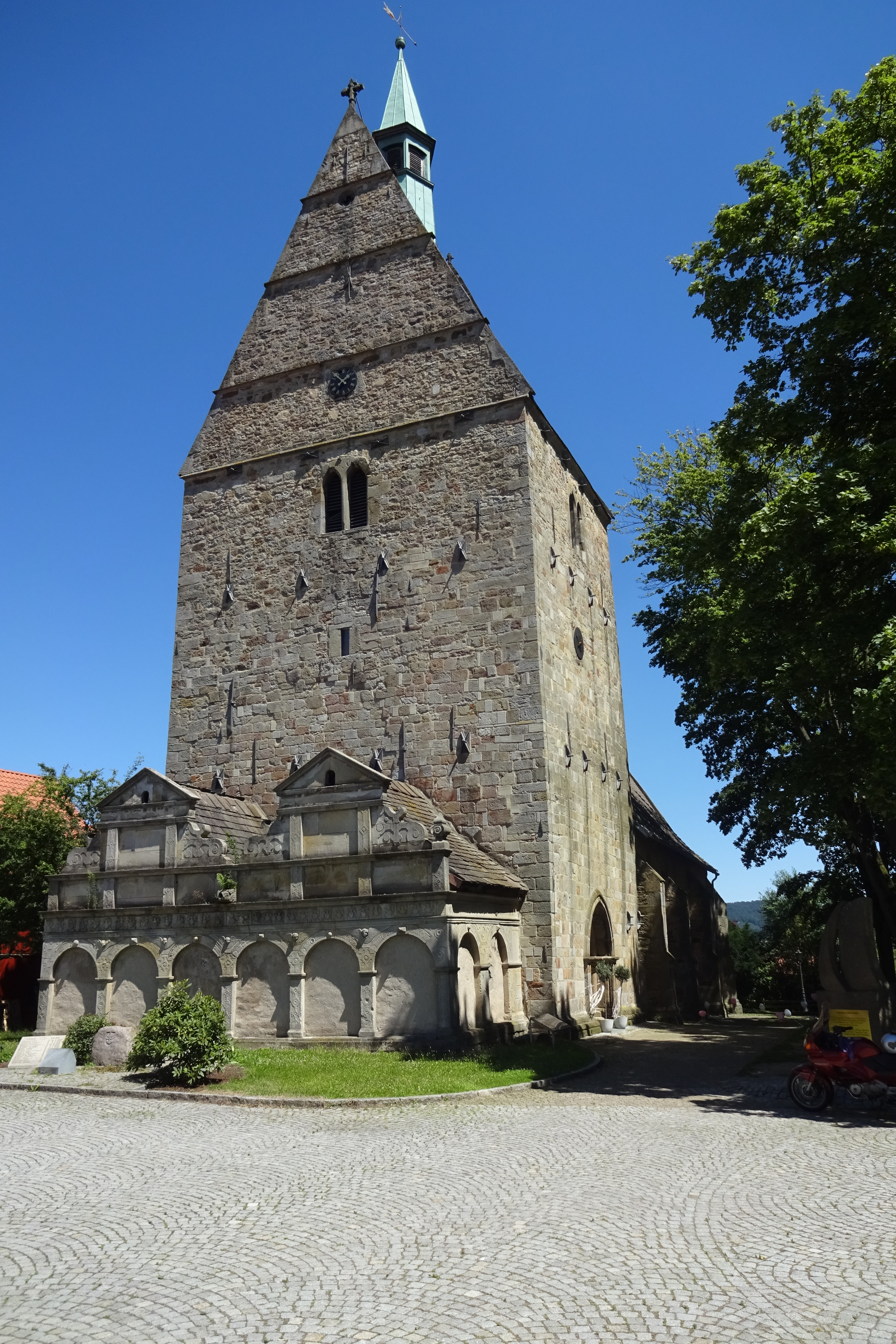
Kirche Apelern mit Gruft der Familie von Münchhausen

- Die Kirche Apelern, zweischiffige Hallenkirche, erbaut um 1150. Der Kirchturm ist als Wehrturm benutzt worden. Der westliche Vorbau enthält die Gruft (Mausoleum) der Familie von Münchhausen.
- Das Wasserschloss Münchhausen (eigentlich Münchhausen'sches Rittergut Apelern)[8] wurde um 1560–61 durch den Baumeister Jakob Kölling für die bis heute hier ansässige Familie von Münchhausen errichtet. Bereits 1377 gab der schaumburgische Graf Otto I. der weißen Linie der Familie drei Höfe in Apelern zu Lehen, zusammen mit dem „halben Zehnten zu Schwedesdorf“ sowie einem „freien Burglehn in der Vorburg zu Lauenau“, wo sie einen Burgmannshof auf der Vorburg des gräflichen Amtsschlosses Lauenau errichteten. Der dort amtierende Drost Börries von Münchhausen (1515–1583) und seine Frau Heilwig von Büschen-Oldendorf (1537–1599) gaben den Ausbau ihres Vorwerks in Apelern zum Renaissance-Wasserschloss in Auftrag. Dabei entstand eine geschlossene Vierflügelanlage mit Torgebäude und einem zweigeschossigen Herrenhaus mit Treppenturm, umgeben von einer Graft, die durch den Riesbach gespeist wird. 1788 wurde das Herrenhaus um einen großen Fachwerkanbau östlich erweitert. 1889 entstanden der Turmvorbau und durch teilweise Aufstockung eines Stallgebäudes der westliche Seitenflügel. Das malerische Gebäudeensemble ist mit Wappentafeln, Gesimsen, welschen Giebeln und Sonnenuhren geschmückt. Der rückwärtige kleine Landschaftspark enthält ein neuromanisches Mausoleum von 1901. Außerhalb der Wasserburg befinden sich Stall- und Scheunengebäude sowie das Gärtnerhaus, ein Fachwerkbau von 1595 aus Hameln, der 1902 hierher versetzt und mit dem Holzwerk eines Hauses aus Deckbergen ergänzt wurde.[9] Die Bauherren der Wasserburg, Eheleute Börries und Heilwig von Münchhausen, begannen 1583 auch mit dem Bau des Münchhausenhofes in Hessisch Oldendorf auf dem Gut, das Börries von seinem Schwiegervater geerbt hatte. (Börries' Onkel mütterlicherseits, der Söldnerführer Claus von Rottorp, hatte 1548 das benachbarte Wasserschloss Hülsede erbaut; Börries selbst machte sein Vermögen als Rittmeister im Söldnerheer seines Vetters aus der schwarzen Linie, des Obristen Hilmar von Münchhausen, insbesondere nahm er 1557 an der siegreichen Schlacht von St. Quentin teil). 1594 teilten sich die drei Söhne von Börries und Heilwig das Erbe auf: Claus erhielt Apelern, wo er das Torhaus erbaute; über der Durchfahrt befinden sich die Wappen Münchhausen und Quitzow, da er 1588 Ursula von Quitzow geheiratet hatte. Die Erinnerung an ihre Hochzeitsfeier ist festgehalten in der Ballade Die Hochzeit (1908) von dem (teils in Apelern aufgewachsenen) Dichter Börries von Münchhausen.[10] Claus gründete auch das benachbarte Gut Nienfeld als Nebengut, das bis 1952 zum Güterbetrieb der Münchhausen in Apelern gehörte.[11] Sein Bruder Otto erhielt den Burgmannshof in Lauenau (den er ab 1596 durch Ausbau zum Schloss Schwedesdorf erweiterte, das bis heute der weißen Linie gehört) und der Bruder Ludolf das mütterliche Erbe in Oldendorf sowie Grundbesitz in Remeringhausen, wo er ab 1599 ebenfalls einen Neubau unternahm und ein Gut gründete (das wie Nienfeld bis 1952 den Münchhausen in Apelern gehörte und dann in weiblicher Linie weitervererbt wurde). Bis 1886 besaß der hannoversche Ministerpräsident Alexander von Münchhausen den Güterkomplex, den er einem Vetter vererbte. Nach dem Tod des Hans Georg von Münchhausen 1952 wurden die Güter Remeringhausen und Nienfeld an dessen Schwestern vererbt, während das Rittergut in Apelern aus dem Besitz der weißen Linie an einen Adoptivsohn aus der schwarzen Linie (die sich um 1250 abgeteilt hatte) wechselte, um den ältesten Familiensitz nach nahezu 600 Jahren innerhalb des Mannesstammes der Münchhausen’schen Familie weiterzuvererben.
- Schloss Hammerstein (oder Hammerstein’sches Rittergut Apelern), ursprünglich Teil des Münchhausen’schen Besitzes, erbaut 1590 durch Anton Wietersheim, befindet sich seit 1673 im Besitz der Freiherren von Hammerstein-Gesmold. Beide Rittergüter in Apelern gehören der historischen Schaumburgischen Ritterschaft an.

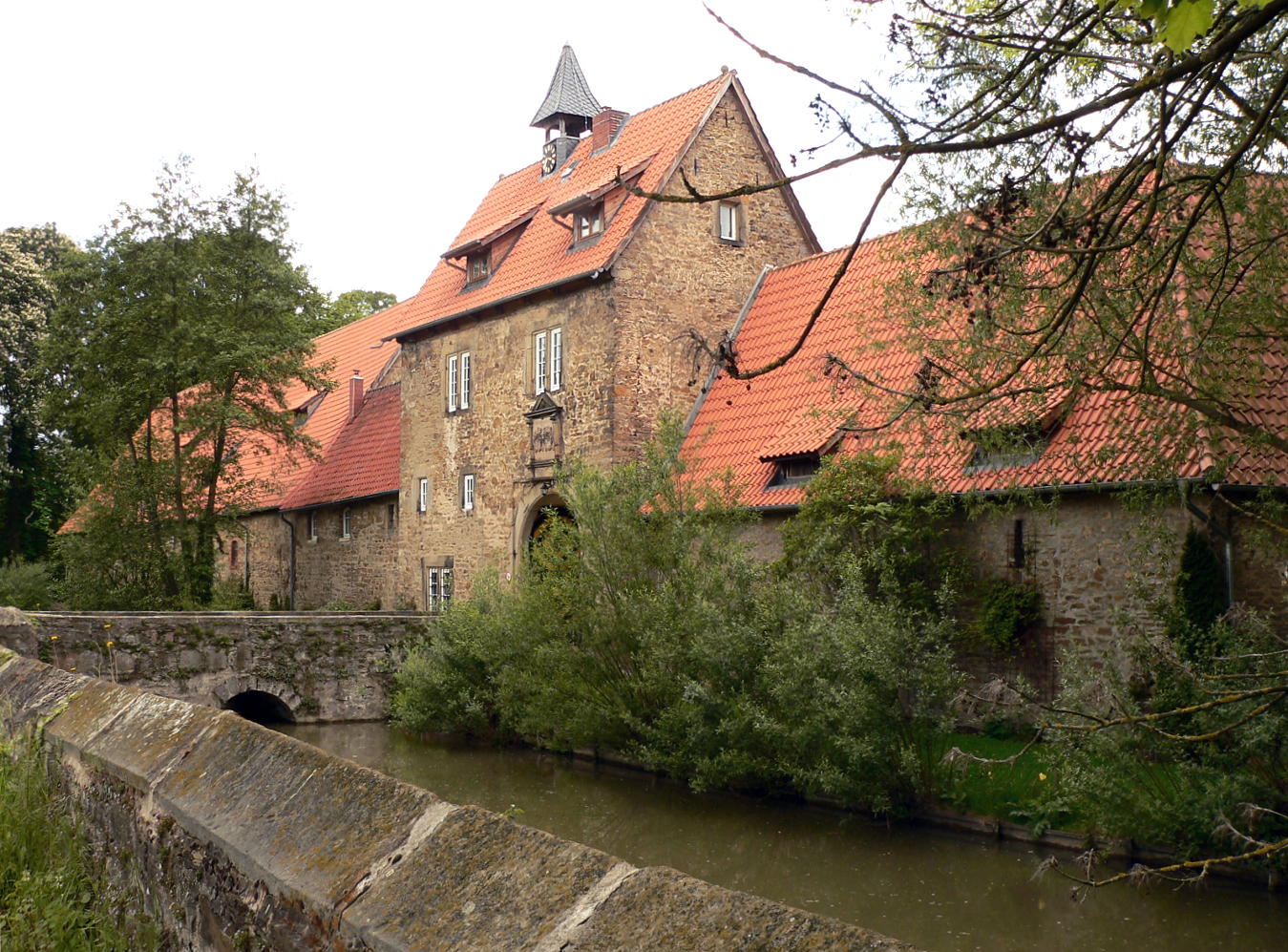
Wassergraben und Torbogen von Wasserschloss Münchhausen
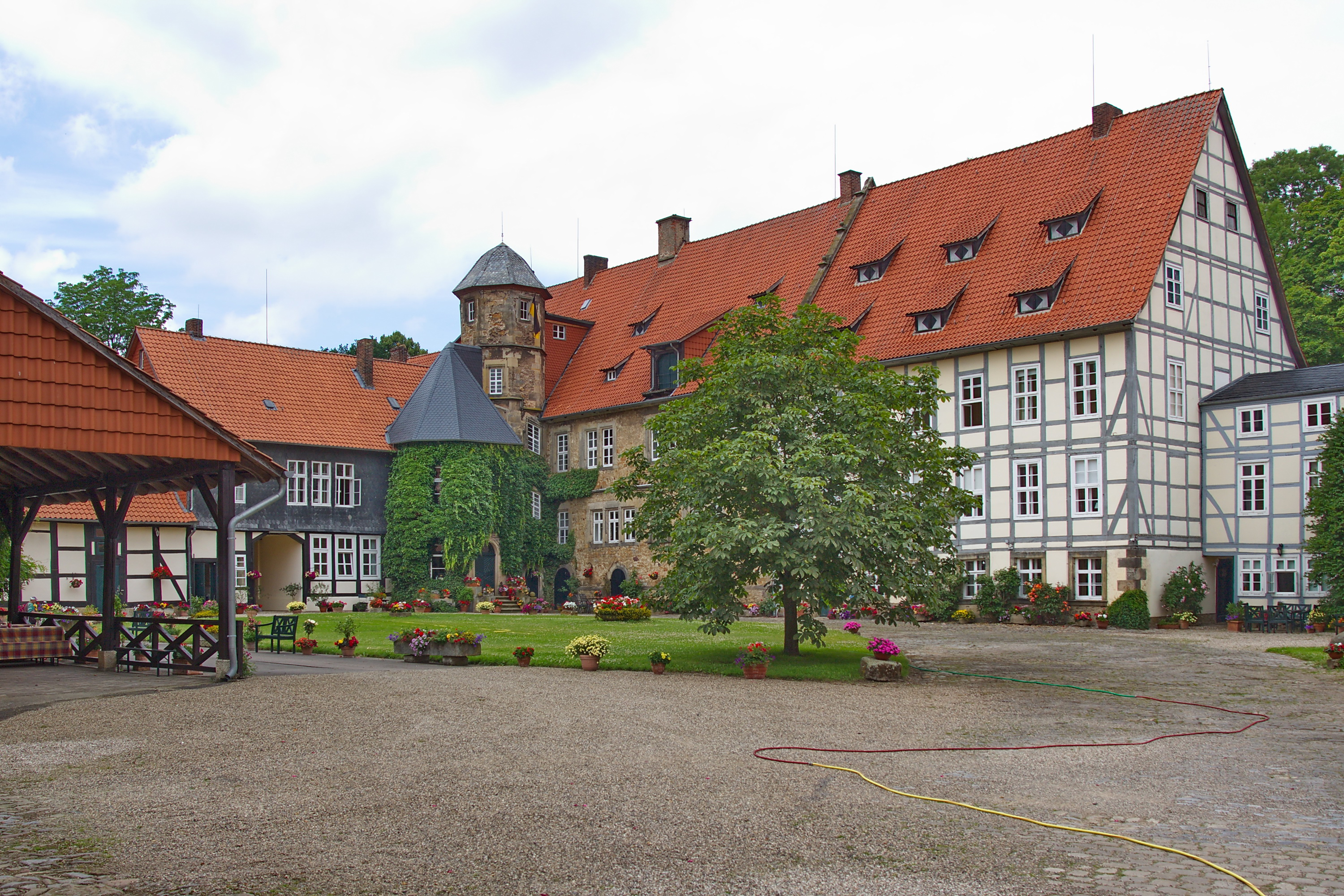
Innenhof und Hauptgebäude des Wasserschlosses Münchhausen
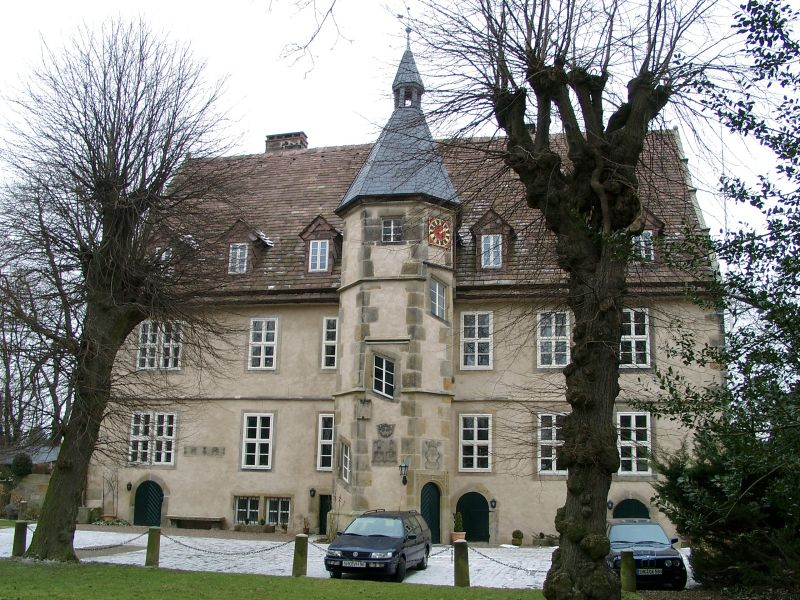
Schloss Hammerstein

### Archiv
Das Archiv der Gemeinde Apelern befindet sich als Depositum der Samtgemeinde Rodenberg im Staatsarchiv Bückeburg.

### Sport
- Im Gemeindegebiet ist mit dem TuS Germania Apelern nur ein mit mehreren Sparten besetzter Sportverein aktiv. Er betreibt die Sparten Fußball, Ju-Jutsu, Turnen, Gymnastik und historische Kampfkunst. Ein Sportheim mit Sportplatz und Mehrzweckhalle sind vorhanden.
- Der Tennisclub Apelern nutzt die Tennisplätze am Sportheim.
- Der Schützenclub Apelern von 1961 e. V. unterhält ein Schützenhaus mit Schießständen.
- Die Schützenkameradschaft Reinsdorf betreibt ebenfalls ein Schützenhaus mit Schießständen.

### Regelmäßige Veranstaltungen
- Der Karnevalsclub führt während der Session mehrere Prunksitzungen durch.
- Der Schützenclub richtet jährlich ein Schützenfest aus.
- Beide Laienspielgruppen führen in jedem Jahr an mehreren Spielabenden ein neues Theaterstück auf.
- Seit 1975 findet jährlich am 30. April das Singen in den Mai statt. In einer Gemeinschaftsveranstaltung errichten der MGV und die Freiwillige Feuerwehr einen Maibaum auf dem Kirchplatz.

## Wirtschaft und Infrastruktur

### Unternehmen
Mit den Nachbargemeinden Lauenau und Pohle hat sich ein Gewerbegebiet direkt an der BAB 2 entwickelt. Im Ort selbst sind zwei Hotels vorhanden.

### Öffentliche Einrichtungen
- Für Sicherheit und Ordnung ist das Polizeikommissariat Bad Nenndorf zuständig. Im Tagdienst ist eine Polizeistation in Rodenberg eingerichtet.
- Den abwehrenden Brandschutz und die allgemeine Hilfe stellen die Freiwilligen Feuerwehren Apelern, Groß Hegesdorf, Lyhren, Reinsdorf und Soldorf sicher.

### Bildung
Für die vorschulische Erziehung ist ein Kindergarten vorhanden. Die Samtgemeinde unterhält in Apelern eine Außenstelle der Julius-Rodenberg-Grundschule. Die weiterführenden Schulen befinden sich in Rodenberg, Bad Nenndorf und Stadthagen.

### Verkehr
Apelern liegt direkt an der Bundesautobahn 2 und ist über die angrenzende Anschlussstelle in Lauenau zu erreichen. Die nächstgelegenen Bahnstationen befinden sich in Bad Nenndorf, Bantorf und Haste an der Deisterbahn. Im ÖPNV werden alle Ortsteile im Regionalbusverkehr von der Schaumburger Verkehrs-Gesellschaft mit den Linien 2014 und 2015 und Apelern zusätzlich mit den Linien 2020 und 2602 bedient.

## Persönlichkeiten

### Söhne und Töchter der Gemeinde
- Carl Friedrich Meyer (1805–1870), evangelischer Pfarrer und Mitglied der kurhessischen Ständeversammlung
- Alexander von Münchhausen (1813–1886), Ministerpräsident des Königreiches Hannover
- Heinrich Gerhard Scherhorn (1897–1972), Offizier im Ersten und Zweiten Weltkrieg

### Mit der Gemeinde verbunden
- Johann Heinrich Philipp Sommerlath (1800–1884), Ururgroßvater von Silvia von Schweden. Er war Pastor in Apelern von 1848 bis 1884, denkmalgeschützte Grabstelle.
- Börries Freiherr von Münchhausen (1874–1945). Der Dichter lebte in seiner Jugend zeitweilig in Apelern, später in Windischleuba; sein Vater hatte das Wasserschloss 1886 von dem Vetter Alexander von Münchhausen, dem früheren Ministerpräsidenten des Königreichs Hannover, geerbt; danach erbte es der Bruder des Dichters, Hans Georg von Münchhausen.